# Municipio de Antioch (Illinois)
El municipio de Antioch (en inglés: Antioch Township) es un municipio ubicado en el condado de Lake en el estado estadounidense de Illinois. En el año 2010 tenía una población de 27745 habitantes y una densidad poblacional de 253,86 personas por km².

## Geografía
El municipio de Antioch se encuentra ubicado en las coordenadas 42°27′53″N 88°6′49″O / 42.46472, -88.11361. Según la Oficina del Censo de los Estados Unidos, el municipio tiene una superficie total de 109.29 km², de la cual 90.09 km² corresponden a tierra firme y (17.57%) 19.2 km² es agua.

## Demografía
Según el censo de 2010, había 27745 personas residiendo en el municipio de Antioch. La densidad de población era de 253,86 hab./km². De los 27745 habitantes, el municipio de Antioch estaba compuesto por el 92.32% blancos, el 1.92% eran afroamericanos, el 0.19% eran amerindios, el 2.25% eran asiáticos, el 0.06% eran isleños del Pacífico, el 1.51% eran de otras razas y el 1.75% pertenecían a dos o más razas. Del total de la población el 6.27% eran hispanos o latinos de cualquier raza.